# Le Dernier Parrain 2 (mini-série)
Pour les articles homonymes, voir Le Dernier Parrain.
Ne doit pas être confondu avec Le Parrain 2.
Le Dernier Parrain 2 (The Last Don II) est une mini-série américaine en deux épisodes de 90 minutes, créée d'après le roman éponyme de Mario Puzo et diffusée à partir du 3 mai 1998 sur le réseau CBS.

## Distribution
- Patsy Kensit : Josie Cirolia
- Jason Gedrick : Cross De Lena
- Kirstie Alley : Rose Marie Clericuzio
- David Marciano : Giorgio Clericuzio
- James Wilder : Billy D'Angelo
- Jason Isaacs : Père Luca Tonarini
- Michelle Burke : Claudia De Lena
- Conrad Dunn (en) : Lia Vazzi
- Evan Sabba : Pauly Borgetto
- Robert Wuhl : Bobby Bantz
- Joe Mantegna : Pippi De Lena
- Danny Aiello : Don Domenico Clericuzio